# IEC 61851

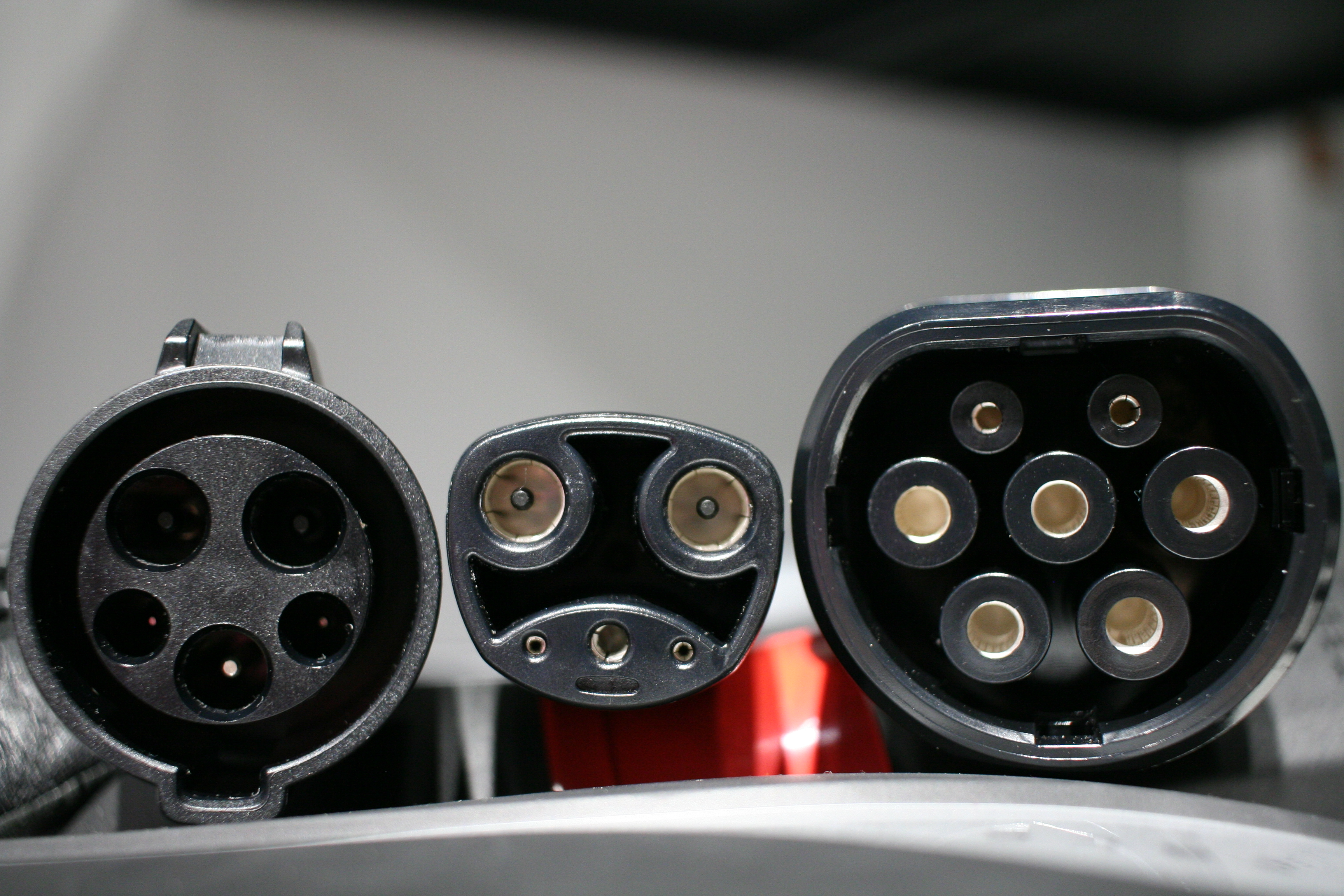
Entrada IEC Tipus 1/ SAE J1772; presa propietari Tesla02; Sortida de connector IEC tipus 2.

IEC 61851 és un estàndard internacional per als sistemes de càrrega conductora de vehicles elèctrics, actualment en fase de desplegament. L'IEC 61851 és un dels grups d'estàndards de la Comissió Electrotècnica Internacional per a vehicles elèctrics de carretera i camions industrials elèctrics i és responsabilitat del Comitè Tècnic 69 de l'IEC (TC69).
Documents normalitzats:

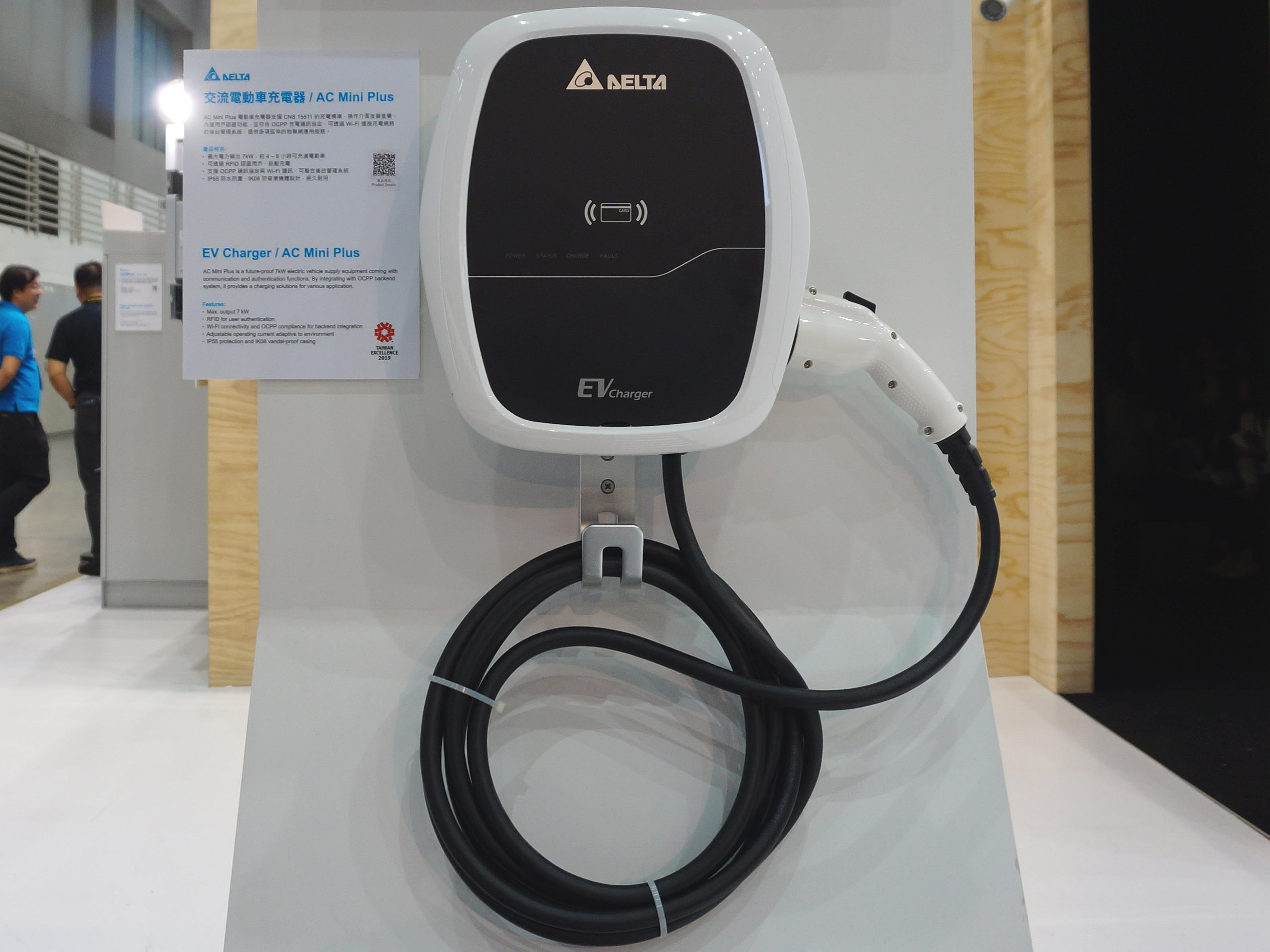
Estació de càrrega simple de paret amb cable de càrrega.

L'IEC 61851 consta de les parts següents, detallades en documents estàndard IEC 61851 separats:
- IEC 61851-1: Requisits generals.
- IEC 61851-21-1: Requisits de compatibilitat electromagnètica del carregador de vehicle elèctric a bord per a la connexió conductora a l'alimentació CA/CC.
- IEC 61851-21-2: Requisits de vehicles elèctrics per a la connexió conductora a un subministrament d'AC/DC - Requisits d'EMC per a sistemes de càrrega de vehicles elèctrics fora de bord.
- IEC 61851-23: estació de recàrrega de vehicles elèctrics de corrent continu.
- IEC 61851-24: Comunicació digital entre una estació de càrrega de DC EV i un vehicle elèctric per al control de la càrrega de DC.
- IEC 61851-25: Equips de subministrament de CC EV on la protecció depèn de la separació elèctrica.

## IEC 61851-1
IEC 61851-1 defineix quatre modes de càrrega:
| Mode | Diagrama | Límits | Límits | Límits   | Subministrament i interfície |
| Mode | Diagrama | Fases  | Actual | Voltatge | Subministrament i interfície |
| ---- | --- | ------ | ------ | -------- | ---------------------------- |
| 1    | EV connectat directament a la xarxa AC                                                                                          | 1φ     | 16A    | 250V     | AC, no dedicat               |
| 1    | EV connectat directament a la xarxa AC                                                                                          | 3φ     | 16A    | 480V     | AC, no dedicat               |
| 2    | EV connectat a la xarxa de CA mitjançant un cable que incorpora protecció RCD                                                   | 1φ     | 32A    | 250V     | AC, no dedicat               |
| 2    | EV connectat a la xarxa de CA mitjançant un cable que incorpora protecció RCD                                                   | 3φ     | 32A    | 480V     | AC, no dedicat               |
| 3    | EVSE connectat a la xarxa de CA, subministra EV mitjançant un cable lligat o una presa de corrent amb comunicació bidireccional | 1φ     | 32A    | 250V     | AC, dedicat (IEC 62196 -2)   |
| 3    | EVSE connectat a la xarxa de CA, subministra EV mitjançant un cable lligat o una presa de corrent amb comunicació bidireccional | 3φ     | 32A    | 480V     | AC, dedicat (IEC 62196 -2)   |
| 4    | EVSE rectifica la xarxa de CA i subministra energia de CC a EV mitjançant un cable connectat amb comunicació bidireccional      | –      | 200A   | 400V     | DC, dedicat (IEC 62196 -3)   |